# Joe Inglett
Joseph Steven Inglett (né le 11 mai 2014 à Sacramento, Californie, États-Unis) est un joueur de deuxième but de baseball qui évolue dans les Ligues majeures de 2003 à 2011.

## Biographie
Joe Inglett fait ses débuts en Ligue majeure le 21 juin 2006 sous l'uniforme des Indians de Cleveland.
Il a passé la majorité de la saison 2007 en ligues mineures, au niveau AAA, avec les Bisons de Buffalo, frappant pour 0,253 avec 4 circuits et 57 points produits. Libéré par l'équipe de Cleveland vers la fin de la saison, le 6 septembre, il est engagé par les Blue Jays de Toronto le 14 septembre 2007.
Inglett est considéré comme un joueur à tout faire chez les Blue Jays. Bien que sa position naturelle soit le deuxième but, il est aussi utilisé comme arrêt-court, comme joueur de troisième but et comme voltigeur de gauche, de droite ou de centre.
Mis en ballottage par les Blue Jays après la saison 2009, le contrat d'Inglett est récupéré par les Rangers du Texas le 4 décembre 2009. Mis à nouveau en ballotage à la fin du mois de janvier 2010, Inglett rejoint les Brewers de Milwaukee le 27 janvier 2010.
Inglett devient agent libre le 2 décembre 2010. En février 2011, il accepte un contrat des ligues mineures offert par les Rays de Tampa Bay mais est échangé aux Astros de Houston le 27 mars 2011. Il est libéré de son contrat le 27 mai après 20 parties jouées pour Houston.